# Иванов, Мартин
Ма́ртин Ива́нов Ива́нов (11 июля 1988, Сливен) — болгарский дзюдоист и самбист полулёгкой весовой категории, выступал за сборную Болгарии во второй половине 2000-х — первой половине 2010-х годов. Участник летних Олимпийских игр 2012 года в Лондоне, бронзовый призёр Универсиады, победитель многих турниров национального и международного значения по дзюдо. Многократный призёр чемпионатов Европы и мира по самбо.

## Биография
Мартин Иванов родился 11 июля 1988 года в городе Сливен. Активно заниматься борьбой начал с раннего детства, продолжал подготовку во время обучения в Национальной спортивной академии «Васил Левский».

### Дзюдо
Впервые заявил о себе в сезоне 2006 года, выиграв молодёжный чемпионат Болгарии и заняв второе место в зачёте взрослого национального первенства. В 2008 году впервые стал чемпионом Болгарии по дзюдо и дебютировал на взрослых международных турнирах. Год спустя побывал на летней Универсиаде в Белграде, откуда привёз награду бронзового достоинства, а также занял пятое место на этапе Кубка мира в Бухаресте, был седьмым на Кубке Европы в Германии и на международном турнире в Сербии. В 2010 и 2011 годах неизменно становился чемпионом страны по дзюдо.
Благодаря череде удачных выступлений удостоился права защищать честь страны на летних Олимпийских играх 2012 года в Лондоне, тем не менее, уже в стартовом своём поединке на стадии 1/16 финала потерпел поражение от представителя Казахстана Сергея Лима и лишился тем самым всяких шансов на попадание в число призёров. Впоследствии ещё в течение нескольких лет продолжал принимать участие в крупнейших международных турнирах, последний раз выступал на высочайшем уровне в сезоне 2014 года на чемпионате мира в Челябинске.

### Самбо
Одновременно с карьерой в дзюдо Иванов регулярно выступал на соревнованиях по классическому самбо и тоже добился на этом поприще успеха. Так, в 2011 году он завоевал бронзовую медаль на чемпионате мира в Вильнюсе и серебряную медаль на домашнем чемпионате Европы в Софии. В следующем сезоне получил бронзу на мировом первенстве в Минске и на европейском первенстве в Москве. Ещё через год на аналогичных соревнованиях в Санкт-Петербурге и Креме взял серебро и бронзу соответственно. Будучи студентом, в 2013 году представлял страну на Универсиаде 2013 года в Казани, где завоевал бронзовую медаль в категории до 68 кг. В 2014 году стал бронзовым призёром чемпионата мира в японской Нарите.